# Магистрала 69 на САЩ
Магистрала 69 на САЩ (на английски: United States Route 69) е пътна магистрала, част от Магистралната система на Съединените щати преминаваща през щатите Тексас, Оклахома, Канзас, Мисури, Айова и Минесота. Обща дължина 1135,4 мили (1827,6 km), от които най-много в щата Тексас 345,9 мили (556,7 km), а най-малко – в щата Минесота 21,5 мили (35,1 km).
Магистралата започва в южната част на град Порт Артур, разположен в югоизточната част на щата Тексас. Насочва се на север-северозапад и пресича целия щат, като минава през 8 окръжни центъра, в т.ч. през град Бомонт. След тексаския град Денисон пресича река Ред Ривър и навлиза на територията на щата Оклахома. На протежение от 260,8 мили (419,8 km) пресича източната част на щата от юг-югозапад на север-североизток като минава през 9 окръжни центъра. На 12 мили североизточно от окръжния град Маями напуска Оклахома и навлиза в крайната югоизточната част на щата Канзас. На протежение от 257,5 km пресича източната му част от юг на север, в северната част на град Канзас Сити пресича река Мисури и преминава на територията на щата Мисури. На протежение от 121,3 мили (195,2 km) пресича северозападната му част, след което навлиза в щата Айова. Пресича от юг на север централната част на щата на протежение от 225,9 мили (363,3 km), като преминава през 6 окръжни центъра, в т.ч. и през столицата Де Мойн. При малкото градче Емънс (щата Минесота) напуска пределите на Айова, навлиза на територията на Минесота и след 21,5 мили (35,1 km) завършва в западната част на град Албърт Лий в южната част на минесота.

От Магистрала 69 на САЩ се отделя 1 вторична магистрала, която също е част от Магистралната система на Съединените щати:
- Магистрала  в щатите Оклахома, Канзас, Мисури, Айова и Минесота 931 мили (1498 km).

| Щат      | мили  | km    | Градове (центрове на окръзи), граници, реки и др. | Щат      | мили   | km     | Градове (центрове на окръзи), граници, реки и др. |
| -------- | ----- | ----- | ------------------------------------------------- | -------- | ------ | ------ | ------------------------------------------------- |
| Тексас   |       |       |                                                   | Канзас   | 606,7  | 976,5  |                                                   |
|          | 0,0   | 0,0   | гр. Порт Артур                                    |          | 0,0    | 0,0    | граница с Оклахома                                |
|          | 18,8  | 30,3  | гр. Бомонт                                        |          | 66,1   | 106,5  | гр. Форт Скот                                     |
|          | 43,5  | 70,0  | гр. Кунц                                          |          | 155,3  | 250,0  | гр. Канзас Сити                                   |
|          | 74,8  | 120,4 | гр. Удвил                                         |          | 160,0  | 257,5  | р. Мисури, граница с Мисури                       |
|          | 125,7 | 202,3 | гр. Лъфкин                                        | Мисури   | 766,7  | 1234,0 |                                                   |
|          | 169,9 | 273,4 | гр. Ръск                                          |          | 0,0    | 0,0    | р. Мисури, граница с Канзас                       |
|          | 211,4 | 340,2 | гр. Тайлър                                        |          | 13,1   | 21,1   | гр. Либърти                                       |
|          | 258,8 | 416,5 | гр. Емъри                                         |          | 97,4   | 156,7  | гр. Бетани                                        |
|          | 288,9 | 464,9 | гр. Грийнвил                                      |          | 121,3  | 195,2  | граница с Айова                                   |
|          | 345,9 | 556,7 | р. Ред Ривър, граница с Оклахома                  | Айова    | 888,0  | 1429,2 |                                                   |
| Оклахома | 345,9 | 556,7 |                                                   |          | 0,0    | 0,0    | граница с Мисури                                  |
|          | 0,0   | 0,0   | р. Ред Ривър, граница с Тексас                    |          | 18,9   | 30,4   | гр. Лион                                          |
|          | 12,5  | 20,1  | гр. Дюрант                                        |          | 39,5   | 63,5   | гр. Оцеола                                        |
|          | 46,3  | 74,5  | гр. Атока                                         |          | 68,1   | 109,5  | гр. Индианола                                     |
|          | 91,3  | 146,9 | гр. Макалистър                                    |          | 85,4   | 137,3  | гр. Де Мойн                                       |
|          | 120,9 | 194,6 | гр. Юфола                                         |          | 192,0  | 308,8  | гр. Гарнър                                        |
|          | 155,9 | 250,9 | гр. Мъскоги                                       |          | 204,1  | 328,3  | гр. Форест Сити                                   |
|          | 170,3 | 274,1 | гр. Уагонър                                       |          | 225,9  | 363,3  | граница с Минесота                                |
|          | 195,2 | 314,1 | гр. Прайър                                        | Минесота | 1113,9 | 1792,5 |                                                   |
|          | 222,5 | 358,1 | гр. Винита                                        |          | 0,0    | 0,0    | граница с Айова                                   |
|          | 259,0 | 416,8 | гр. Маями                                         |          | 21,5   | 35,1   | гр. Албърт Лий                                    |
|          | 260,8 | 419,8 | граница с Канзас                                  | Общо     | 1135,4 | 1827,6 |                                                   |